# Pteruthius annamensis
A Pteruthius annamensis a madarak osztályának verébalakúak (Passeriformes) rendjébe és a lombgébicsfélék (Vireonidae) családjába tartozó faj.

## Rendszerezése
A fajt Robinson és Cecil Boden Kloss írták le 1919-ben, a Pteruthius aeralatus alfajaként Pteruthius aeralatus annamensis néven.

## Előfordulása
Délkelet-Ázsiában, Kambodzsa és Vietnám területén honos.